# قاره السادة (يبعث)

تعديل مصدري - تعديل

قاره السادة هي إحدى قرى عزلة يبعث بمديرية يبعث التابعة لمحافظة حضرموت، بلغ تعداد سكانها 439 نسمة حسب تعداد اليمن لعام 2004.